# Pho Thale (huyện)
Pho Thale (tiếng Thái: โพทะเล) là một huyện (amphoe) ở tây nam của tỉnh Phichit, phía bắc Thái Lan.

## Địa lý
Các huyện giáp ranh (từ phía tây bắc theo chiều kim đồng hồ) là: Bueng Na Rang, Taphan Hin, Bang Mun Nak của tỉnh Phichit, Chum Saeng, Kao Liao và Banphot Phisai của tỉnh Nakhon Sawan.

## Lịch sử
Ban đầu có tên là Bang Khlan, tên gọi đã được đổi thành Pho Thale năm 1939.

## Hành chính
Huyện này được chia thành 11 phó huyện (tambon), các đơn vị này lại được chia ra thành 98 làng (muban). Có hai thị trấn (thesaban tambon) - Pho Thale nằm trên một phần của tambon Pho Thale, và Tha Sao nằm trên một phần của tambon Tha Sao và Tha Khamin. Có 11 tổ chức hành chính tambon.
| STT | Tên        | Tên tiếng Thái | Số làng | Dân số |  |
| --- | ---------- | -------------- | ------- | ------ |  |
| 1.  | Pho Thale  | โพทะเล         | 9       | 7.788  |  |
| 2.  | Thai Nam   | ท้ายน้ำ          | 11      | 5.714  |  |
| 3.  | Thanong    | ทะนง           | 11      | 7.941  |  |
| 4.  | Tha Bua    | ท่าบัว           | 13      | 6.638  |  |
| 5.  | Thung Noi  | ทุ่งน้อย          | 7       | 3.732  |  |
| 6.  | Tha Khamin | ท่าขมิ้น          | 12      | 5.974  |  |
| 7.  | Tha Sao    | ท่าเสา          | 9       | 6.265  |  |
| 8.  | Bang Khlan | บางคลาน        | 6       | 4.111  |  |
| 11. | Tha Nang   | ท่านั่ง           | 6       | 3.987  |  |
| 12. | Ban Noi    | บ้านน้อย         | 6       | 3.930  |  |
| 13. | Wat Khwang | วัดขวาง         | 8       | 5.505  |  |

Các con số mất là tambon nay tạo thành huyện Bueng Narang.